# Johnstown (Wyoming)
Johnstown is een plaats (census-designated place) in de Amerikaanse staat Wyoming, en valt bestuurlijk gezien onder Fremont County.

## Demografie
Bij de volkstelling in 2000 werd het aantal inwoners vastgesteld op 236.

## Geografie
Volgens het United States Census Bureau beslaat de plaats een oppervlakte van 83,3 km², waarvan 81,5 km² land en 1,8 km² water.

## Plaatsen in de nabije omgeving
De onderstaande figuur toont nabijgelegen plaatsen in een straal van 68 km rond Johnstown.